# NGC 7251
NGC 7251 é uma galáxia espiral (Sa) localizada na direcção da constelação de Aquarius. Possui uma declinação de -15° 46' 23" e uma ascensão recta de 22 horas, 20 minutos e 27,2 segundos.
A galáxia NGC 7251 foi descoberta em 6 de Setembro de 1793 por William Herschel.